# Herbert Backe
Herbert Backe (1. maj 1896 i Batumi, Georgien – 6. april 1947 i Nürnberg, Tyskland) var en tysk politiker og krigsforbryder.
Han begik selvmord[kilde mangler].